# 강준우 (축구 선수)
강준우(한국 한자: 康準佑, 1982년 6월 3일 ~ )는 대한민국의 축구 선수로서 포지션은 수비수였다.